# Liste der Listed Buildings auf Islay
In der Liste der Listed Buildings auf Islay sind sämtliche Baudenkmäler auf der schottischen Hebrideninsel Islay zusammengefasst. Zugehörig sind auch die denkmalgeschützten Bauwerke auf den küstennahen umliegenden Inseln Nave, Texa und Orsay, die administrativ zu den drei Parishes auf Islay gehören. Die Bauwerke sind anhand der Kriterien von Historic Scotland in die Kategorien A (nationale oder internationale Bedeutung), B (regionale oder mehr als lokale Bedeutung) und C (lokale Bedeutung) eingeordnet.

## Denkmäler
| Name                                      | Lage                                                | Kategorie | Eintrag | Bild                                    |
| ----------------------------------------- | --------------------------------------------------- | --------- | ------- | --------------------------------------- |
| Hugh MacKays Grab                         | Orsay 55° 40′ 32,8″ N, 6° 30′ 44″ W                 | B         | 11895   |                                         |
| Bauernhof bei Ballymeanach                | nahe Ballymeanach 55° 41′ 27,7″ N, 6° 30′ 12,4″ W   | B         | 11896   |                                         |
| Kilchiaran Farmhouse                      | Kilchiaran 55° 40′ 32,8″ N, 6° 30′ 44″ W            | B         | 11898   | Kilchiaran Farmhouse                    |
| Kilchiaran Steading                       | Kilchiaran 55° 45′ 19,4″ N, 6° 27′ 12″ W            | B         | 11899   | Kilchiaran Steading                     |
| Bruichladdich-Brennerei                   | Bruichladdich 55° 45′ 53,2″ N, 6° 21′ 42,6″ W       | C         | 11900   | Bruichladdich-Brennerei                 |
| Foreland House                            | nahe Lyrabus 55° 47′ 41,8″ N, 6° 21′ 26,5″ W        | B         | 11901   |                                         |
| Kilchoman Church                          | nahe Kilchoman 55° 46′ 55,4″ N, 6° 26′ 29,5″ W      | B         | 11902   | Kilchoman Church                        |
| Kilslevan House                           | nahe Port Charlotte 55° 44′ 52,8″ N, 6° 22′ 27,9″ W | B         | 11904   |                                         |
| Ardnave House                             | Ardnave 55° 52′ 24,8″ N, 6° 20′ 41,2″ W             | B         | 11907   | Ardnave House                           |
| Ardnave Steading                          | Ardnave 55° 52′ 25,8″ N, 6° 20′ 45″ W               | B         | 11908   | Ardnave Steading                        |
| Craigens Farm                             | nahe Lyrabus 55° 49′ 18,8″ N, 6° 18′ 58,8″ W        | B         | 11910   |                                         |
| Gorton School                             | nahe Bruichladdich 55° 46′ 47,4″ N, 6° 21′ 8,8″ W   | B         | 11911   | Gorton School (2014)                    |
| 26–29 Shore Street                        | Port Charlotte 55° 44′ 20,6″ N, 6° 22′ 41,7″ W      | B         | 11924   | 26–29 Shore Street                      |
| 22–24 Shore Street                        | Port Charlotte 55° 44′ 19,8″ N, 6° 22′ 39,8″ W      | B         | 11925   |                                         |
| Campbell House                            | Port Charlotte 55° 44′ 19,5″ N, 6° 22′ 40,5″ W      | C         | 11926   |                                         |
| Woodrow and Ross House                    | Port Charlotte 55° 44′ 19,6″ N, 6° 22′ 41″ W        | C         | 11927   |                                         |
| 13–18 Main Street                         | Port Charlotte 55° 44′ 20,6″ N, 6° 22′ 41,7″ W      | B         | 11928   |                                         |
| 81–86 Main Street                         | Port Charlotte 55° 44′ 22,7″ N, 6° 22′ 42,5″ W      | B         | 11929   | 81–86 Main Street (rechte Straßenseite) |
| 75–80 Main Street                         | Port Charlotte 55° 44′ 16,7″ N, 6° 22′ 47,5″ W      | B         | 11930   |                                         |
| 65–68 Main Street                         | Port Charlotte 55° 44′ 18,8″ N, 6° 22′ 44,8″ W      | B         | 11931   |                                         |
| Main Street Cottage                       | Port Charlotte 55° 44′ 17,5″ N, 6° 22′ 46,4″ W      | C         | 11932   |                                         |
| Laggan View                               | Port Charlotte 55° 44′ 17″ N, 6° 22′ 47″ W          | C         | 11933   |                                         |
| Campbell Houses                           | Port Charlotte 55° 44′ 16,7″ N, 6° 22′ 47,5″ W      | C         | 11934   |                                         |
| Old Blacksmith’s House                    | Port Charlotte 55° 44′ 15,2″ N, 6° 22′ 49,3″ W      | C         | 11935   |                                         |
| West End Cottage                          | Port Charlotte 55° 44′ 15″ N, 6° 22′ 49,7″ W        | C         | 11936   |                                         |
| Lochview Cottage                          | Port Charlotte 55° 44′ 12,5″ N, 6° 22′ 53,9″ W      | C         | 11937   | Lochview Cottage                        |
| Achnamara                                 | Port Charlotte 55° 44′ 15,8″ N, 6° 22′ 47,2″ W      | C         | 11938   |                                         |
| Clark Cottage                             | Port Charlotte 55° 44′ 16″ N, 6° 22′ 46,9″ W        | C         | 11939   |                                         |
| Portnahaven Church                        | Portnahaven 55° 40′ 52″ N, 6° 30′ 24,2″ W           | B         | 11940   | Portnahaven Church                      |
| Port Charlotte Village Hall               | Port Charlotte 55° 44′ 20,4″ N, 6° 22′ 48,7″ W      | B         | 11941   | Ostansicht (2010)                       |
| Altes Pfarrhaus von Portnahaven           | nahe Portnahaven 55° 40′ 52″ N, 6° 30′ 10,2″ W      | C         | 11942   | Altes Pfarrhaus von Portnahaven         |
| Atlantic View                             | Portnahaven 55° 40′ 48,1″ N, 6° 30′ 20,3″ W         | C         | 11943   |                                         |
| Rhinns of Islay Lighthouse                | Orsay 55° 40′ 23″ N, 6° 30′ 47,2″ W                 | A         | 11944   | Rhinns of Islay Lighthouse              |
| St Oran’s Chapel                          | Orsay 55° 40′ 31,9″ N, 6° 30′ 44,4″ W               | B         | 11945   |                                         |
| Kilchoman House                           | Kilchoman 55° 46′ 52″ N, 6° 26′ 26,1″ W             | C         | 11946   | Kilchoman House                         |
| Zolllager der Lochindaal-Brennerei        | Port Charlotte 55° 44′ 28,4″ N, 6° 22′ 43,7″ W      | C         | 11947   | Zolllager der Lochindaal-Brennerei      |
| 33–41 Main Street                         | Port Charlotte 55° 44′ 25,2″ N, 6° 22′ 44,7″ W      | B         | 11948   | 33–41 Main Street                       |
| Port Charlotte Hotel                      | Port Charlotte 55° 44′ 24,5″ N, 6° 22′ 42″ W        | C         | 11949   | Port Charlotte Hotel                    |
| Ardview Hotel                             | Port Ellen 55° 37′ 47,6″ N, 6° 11′ 9,6″ W           | C         | 11969   | Ardview Inn                             |
| 31–35 School Street                       | Port Ellen 55° 37′ 46,2″ N, 6° 11′ 21,3″ W          | C         | 11970   |                                         |
| Port-Ellen-Brennerei                      | Port Ellen 55° 38′ 1,3″ N, 6° 11′ 49,5″ W           | B         | 11971   | Port-Ellen-Brennerei                    |
| The Oa Church                             | nahe Coillabus 55° 36′ 43,2″ N, 6° 16′ 0,2″ W       | C         | 11972   | The Oa Church                           |
| Port Ellen Lighthouse                     | nahe Kilnaughton 55° 37′ 12,9″ N, 6° 12′ 42,1″ W    | B         | 11973   | Port Ellen Lighthouse                   |
| Mechtan’s Church                          | Kilnaughton 55° 37′ 40,3″ N, 6° 13′ 13,8″ W         | B         | 11974   | Mechtan’s Church                        |
| Ardtalla Farm                             | Ardtalla 55° 43′ 5,3″ N, 6° 2′ 9,5″ W               | C         | 12000   |                                         |
| Kildalton Castle                          | nahe Ardbeg 55° 39′ 12″ N, 6° 4′ 34″ W              | C         | 12001   |                                         |
| 144–145 Frederick Crescent                | Port Ellen 55° 37′ 33,8″ N, 6° 11′ 14,2″ W          | C         | 12002   |                                         |
| The Grange                                | Port Ellen 55° 37′ 51,5″ N, 6° 10′ 52,3″ W          | C         | 12003   |                                         |
| Bunnahabhain-Brennerei                    | Bunnahabhain 55° 52′ 57,7″ N, 6° 7′ 33,9″ W         | C         | 12116   | Bunnahabhain-Brennerei                  |
| Rhuvaal Lighthouse                        | Ruvaal 55° 56′ 11,1″ N, 6° 7′ 24,7″ W               | B         | 12117   | Rhuvaal Lighthouse                      |
| Sornbank House                            | Bridgend 55° 46′ 54,2″ N, 6° 14′ 58,4″ W            | B         | 12141   | Sornbank House                          |
| Islay House                               | nahe Bridgend 55° 47′ 6″ N, 6° 15′ 14,2″ W          | A         | 12142   | Islay House (2010)                      |
| Islay Woollen Mill                        | nahe Bridgend 55° 47′ 22,4″ N, 6° 13′ 29,5″ W       | A         | 12143   | Islay Woollen Mill                      |
| Islay Home Farm                           | Bridgend 55° 47′ 5,6″ N, 6° 15′ 5,2″ W              | B         | 12144   | Islay Home Farm                         |
| West Lodge                                | Bridgend 55° 46′ 54″ N, 6° 15′ 6,4″ W               | C         | 12146   |                                         |
| Ostturm                                   | Bridgend 55° 46′ 55,1″ N, 6° 15′ 5,9″ W             | B         | 12147   | Ostturm                                 |
| Westturm                                  | nahe Bridgend 55° 47′ 2,3″ N, 6° 16′ 24″ W          | B         | 12148   |                                         |
| Bluehouse                                 | Bridgend 55° 47′ 9″ N, 6° 15′ 36,9″ W               | B         | 12149   | Bluehouse                               |
| Eallabus House                            | nahe Bridgend 55° 47′ 20,3″ N, 6° 15′ 6,3″ W        | B         | 12150   |                                         |
| Newton House                              | nahe Bridgend 55° 47′ 4,1″ N, 6° 14′ 11,5″ W        | C         | 12151   |                                         |
| Daill House                               | nahe Bridgend 55° 47′ 4,6″ N, 6° 12′ 25,7″ W        | B         | 12152   | Daill House                             |
| East Lodge                                | nahe Bridgend 55° 47′ 46,9″ N, 6° 12′ 59,5″ W       | B         | 12153   |                                         |
| Kilmeny Parish Church                     | Kilmeny 55° 48′ 50,5″ N, 6° 10′ 5,1″ W              | B         | 12154   | Kilmeny Parish Church                   |
| Altes Pfarrhaus von Kilmeny               | Kilmeny 55° 48′ 47,9″ N, 6° 10′ 16,1″ W             | B         | 12155   |                                         |
| Emeraconart Cottage                       | nahe Esknish 55° 48′ 34,2″ N, 6° 11′ 54,8″ W        | C         | 12156   | Emeraconart Cottage                     |
| Knocklearoch Farm                         | nahe Ballygrant 55° 48′ 27″ N, 6° 9′ 8,3″ W         | C         | 12157   |                                         |
| Dunlossit House                           | nahe Port Askaig 55° 50′ 44,7″ N, 6° 6′ 15,4″ W     | C         | 12160   | Dunlossit House                         |
| Heatherhouse                              | Caol Ila 55° 51′ 4,2″ N, 6° 7′ 4″ W                 | B         | 12161   | Heatherhouse                            |
| Port Askaig Hotel                         | Port Askaig 55° 50′ 51,7″ N, 6° 6′ 19,5″ W          | C         | 12162   | Port Askaig Hotel                       |
| Kaufladen von Port Askaig                 | Port Askaig 55° 50′ 52,6″ N, 6° 6′ 20,9″ W          | C         | 12163   | Kaufladen Port Askaig                   |
| Schiffsanleger von Port Askaig            | Port Askaig 55° 50′ 53,1″ N, 6° 6′ 17,4″ W          | C         | 12164   | Schiffsanleger Port Askaig              |
| Poststelle von Port Askaig                | Port Askaig 55° 50′ 54,2″ N, 6° 6′ 18,4″ W          | C         | 12165   | Poststelle Port Askaig                  |
| Macbrane’s Storehouse                     | Port Askaig 55° 50′ 55,4″ N, 6° 6′ 18,1″ W          | C         | 12166   | Macbrane’s Storehouse                   |
| Kilarrow Parish Church                    | Bowmore 55° 46′ 32,3″ N, 6° 14′ 55,9″ W             | A         | 12184   | Kilarrow Parish Church                  |
| Town Hall                                 | Bowmore 55° 45′ 21,2″ N, 6° 17′ 12,9″ W             | B         | 12185   | Town Hall von Bowmore                   |
| 59–60 Jamieson Street                     | Bowmore 55° 45′ 24,5″ N, 6° 17′ 4,7″ W              | C         | 12186   |                                         |
| Island House                              | nahe Bowmore 55° 43′ 43,3″ N, 6° 17′ 23″ W          | B         | 12187   | Island House                            |
| John Francis Campbell Monument            | nahe Bridgend 55° 46′ 32,3″ N, 6° 14′ 55,9″ W       | C         | 12188   | John Francis Campbell Monument          |
| Bridgend Hotel                            | Bridgend 55° 46′ 51,4″ N, 6° 14′ 56,5″ W            | C         | 12189   | Bridgend Hotel                          |
| Poststelle (Bridgend)                     | Bridgend 55° 46′ 53,1″ N, 6° 14′ 59,2″ W            | C         | 12190   |                                         |
| Sorn-Brücke                               | Bridgend 55° 46′ 53,7″ N, 6° 14′ 57,9″ W            | B         | 12191   |                                         |
| 61 Jamieson Street                        | Bowmore 55° 45′ 24,7″ N, 6° 17′ 4″ W                | C         | 12428   |                                         |
| Haus in der Shore Street                  | Bowmore 55° 45′ 26,2″ N, 6° 17′ 10,9″ W             | B         | 12429   |                                         |
| Laggan Bridge                             | nahe Bowmore 55° 43′ 51″ N, 6° 17′ 11″ W            | C         | 12430   |                                         |
| Bridge House                              | nahe Bowmore 55° 43′ 51″ N, 6° 17′ 10″ W            | C         | 12431   |                                         |
| Toreinfahrt zur Gärtnerei des Islay House | Bridgend 55° 46′ 53,7″ N, 6° 15′ 4,7″ W             | C         | 12432   |                                         |
| Laphroaig-Brennerei                       | nahe Lagavulin 55° 47′ 37″ N, 6° 9′ 5″ W            | C         | 12435   | Laphroaig-Brennerei                     |
| 1–2 Rhu                                   | Port Charlotte 55° 44′ 17,4″ N, 6° 22′ 42,7″ W      | B         | 12436   |                                         |
| Portnahaven School                        | Portnahaven 55° 40′ 49,2″ N, 6° 30′ 3,4″ W          | B         | 12437   | Portnahavan Primary School (2011)       |
| Bowmore Free Church                       | Bowmore 55° 45′ 22,1″ N, 6° 17′ 2,1″ W              | C         | 12947   |                                         |
| 1–2 Port Wemyss                           | Port Wemyss 55° 40′ 35,5″ N, 6° 30′ 17,9″ W         | B         | 13792   | 1–2 Port Wemyss                         |
| 8–12 Shore Street                         | Port Charlotte 55° 44′ 23,5″ N, 6° 22′ 39,9″ W      | B         | 13793   | 8–12 Shore Street                       |
| St Kiaran’s Church                        | nahe Port Charlotte 55° 45′ 6,2″ N, 6° 22′ 21,6″ W  | B         | 13818   | St Kiaran’s Church                      |
| Gedenkkreuz von Dunlossit                 | nahe Port Askaig 55° 50′ 49,9″ N, 6° 6′ 31,6″ W     | C´        | 47367   |                                         |
| St John’s Church                          | Port Ellen 55° 37′ 40,4″ N, 6° 10′ 58,7″ W          | B         | 49190   |                                         |

- Karte mit allen Koordinaten:
- OSM |
- WikiMap